# 韦尔拉克泰斯库
韦尔拉克泰斯库（法語：Verlhac-Tescou，法語發音：[vɛʁlak tɛsku]）是法国奥克西塔尼大区塔恩-加龙省的一个市镇，属于蒙托邦区。

## 地理
韦尔拉克泰斯库（43°55'45"N, 1°32'17"E）面积22.69 平方千米，位于法国奧克西塔尼大區塔恩-加龙省，该省份为法国西南部内陆省份，北起顺时针与洛特省、阿韦龙省、塔恩省、上加龙省、热尔省和洛特-加龙省接壤。
与韦尔拉克泰斯库接壤的市镇（或旧市镇、城区）包括：拉萨尔沃塔-贝尔蒙泰、勒博恩、塔恩河畔维勒米尔、泰斯库河畔博韦、蒙迪罗斯、蒙加亚尔、圣于尔西斯、圣诺法里、瓦雷讷。

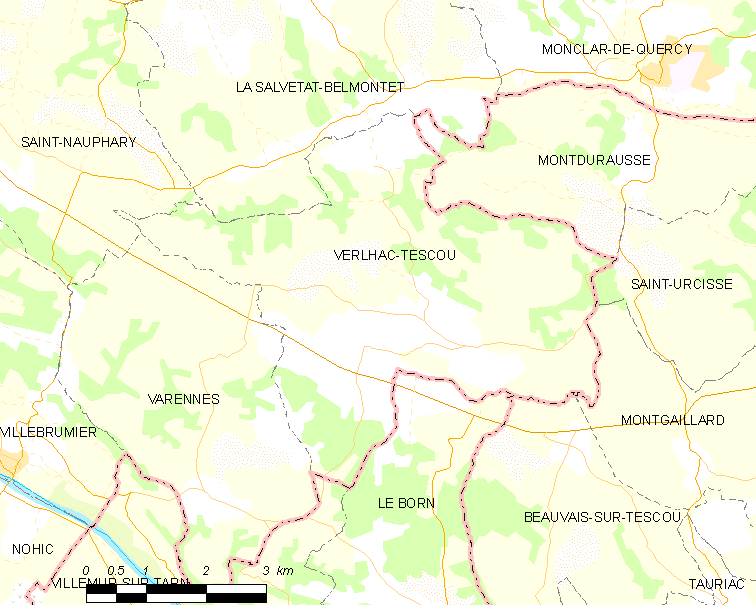
韦尔拉克泰斯库的OSM定位图

韦尔拉克泰斯库的时区为UTC+01:00、UTC+02:00（夏令时）。

## 行政
韦尔拉克泰斯库的邮政编码为82230，INSEE市镇编码为82192。

## 政治
韦尔拉克泰斯库所属的省级选区为塔恩-泰斯库-绿色凯尔西县。

## 人口

1962-2008年间韦尔拉克泰斯库人口变化图示

韦尔拉克泰斯库于2022年1月1日时的人口数量为565人。